# Copa América de Ciclismo de 2012
A Copa América de Ciclismo de 2012 foi a décima segunda edição da Copa América de Ciclismo. Foi realizada no Aterro do Flamengo, no Rio de Janeiro, em circuito de 12,2 km, em torno do qual a competição masculina percorreu 9 voltas, e a feminina, 3 voltas. Esta foi uma entre as mudanças feitas para que o evento voltasse a ser parte do UCI America Tour, na categoria 2.2. O vencedor na categoria masculino foi o argentino Francisco Chamorro. Na prova feminina, a brasileira Valquíria Pardial foi a vencedora.

## Resultados

### Masculino
| 1            | 126 | Francisco Chamorro | Real Cycling Team           | 2h 27' 34" |
| 2            | 2   | Roberto Pinheiro   | Funvic - Pindamonhangaba    | m.t.       |
| 3            | 5   | Nilceu dos Santos  | Funvic - Pindamonhangaba    | m.t.       |
| 4            | 11  | Marcos Crespo      | São José dos Campos - Kuota | m.t.       |
| 5            | 113 | Rodrigo Melo       | Clube DataRo de Ciclismo    | m.t.       |
| 6            | 41  | Jorge Soto         | Selección Uruguaya          | m.t.       |
| 7            | 93  | Raphael Serpa      | São Lucas Saúde - Americana | m.t.       |
| 8            | 172 | Geovane Andriatto  | GRCE Memorial - Santos      | m.t.       |
| 9            | 106 | João Gaspar        | Altolim - Assis             | m.t.       |
| 10           | 144 | Gustavo Costa      | Velo - Seme Rio Claro       | m.t.       |
| Fonte:Yescom |     |                    |                             |            |